# Kisszabadka
Kisszabadka (horvátul Mala Subotica) falu és község (járás) Horvátországban, Muraköz megyében.

## A község (járás) települései
Közigazgatásilag hét falu tartozik hozzá: Kisszabadka, Dezsérlaka (Držimurec), Drávaszentistván (Štefanec), Felsőpálfa (Palovec), Muralövő (Strelec), Piskorovec (Piškorovec) és Szentkereszt (Sveti Križ).

## Fekvése
Csáktornyától 7 km-re keletre fekszik, a Trnava patak jobb partján. Áthalad rajta a Csáktornya–Kotor-vasútvonal.

## Története
A régészeti leletek tanúsága szerint a község területén már az i. e. 5. évezredben is éltek emberek. A délre fekvő Szentkereszt területén a plébániatemplom környékén római sírokat is találtak. Az 1. században római település állt itt, melyet a feltételezések szerint Sabariának neveztek. Anđela Horvat horvát történész a település nevét is a latin Sabaria helynévből származtatja. Tény hogy a települést még 1478-ban is Sabariának nevezi a csáktornyai uradalom falvait felsoroló okirat.
A mai település első írásos említése 1257-ből származik "Terra Zumbathel" alakban. 1256-ban ugyanis a Hahót nembeli II. Mihály "Komort, Velikát, továbbá a Klenovniktól keletre eső Bikoveczet (Bykencz) és a ma ismeretlen Pyankóczot oda adta rokonának, Lanczelottnak a muraközi Szombathely (ma Szoboticza), Béla (ma Belicza) és Tornova (ma Ternovecz) falvakért." A falu neve az ezt rögzítő okiratban bukkan fel először. A Hahót nemzetség Buzád ágának birtokai közé tartozott.
A csáktornyai uradalom részeként I. Lajos király 1350-ben Lackfi István erdélyi vajdának adományozta, aki 1351-től a horvát-szlavón-dalmát báni címet viselte. A település 1367-ben „Poss. Zonbath” néven szerepel okiratban. Miután a Lackfiak kegyvesztettek lettek a Muraközt 1397-ben a Kanizsaiak kapták meg, akik Zsigmond király hívei voltak, de már 1405-ben elvették tőlük. 1437 után a Cilleieké, majd a Cilleiek többi birtokával együtt Vitovec János horvát bán szerezte meg, de örökösei elveszítették. Hunyadi Mátyás Ernuszt János budai nagykereskedőnek és bankárnak adományozta, aki megkapta a horvát báni címet is. 1478-ban „Sabaria” néven Csáktornya tartozékai között sorolják fel.
1540-ben a csáktornyai Ernusztok kihalása után az uradalom rövid ideig a Keglevich családé, majd 1546-ban I. Ferdinánd király adományából a Zrínyieké lett. Miután Zrínyi Pétert 1671-ben felségárulás vádjával halálra ítélték és kivégezték minden birtokát elkobozták, így a birtok a kincstáré lett. 1715-ben III. Károly a Muraközzel együtt gróf Csikulin Jánosnak adta zálogba, de a király 1719-ben szolgálatai jutalmául elajándékozta Althan Mihály János cseh nemesnek. 1791-ben gróf Festetics György vásárolta meg és ezután 132 évig a tolnai Festeticsek birtoka volt.
A falunak a középkorban már volt temploma. 1334-ben a Muraköz plébániái között említik az itteni plébániát "Ecclesia sanctae Mariae de Sabaria" alakban, de valószínűleg a település Szűz Mária temploma ennél sokkal korábban épült. 1501-ben említik Valentin nevű plébánosát (Valentinus plebanus de Sabaria) és Szűz Mária tiszteletére szentelt templomát (Sancta Maria de Sabaria). Az 1640-es egyházi vizitáció már egy romladozó templomot említ két haranggal, nagy csillárral, nagy fa kereszttel és szentképekkel, valamint nagy oltárral. 1713-ban a falu új plébániát épített. 1715-ben a falunak 9 adózója volt. 1737-ben földrengés pusztított, melyben a templom is megsérült. Megújítását 1747-ben fejezték be, ekkor kapta barokk boltozatát. 1779-ben a települést "Szoboticza" néven említik. Ekkorra a templom körüli régi temető már tönkrement, az új temető a falun kívül található. 1900-ban a templomot két oldalhajóval bővítették, ekkor nyerte el mai formáját.
Vályi András szerint " SZOBOTICZA. Horvát falu Szala Várm. földes Ura Gr. Álthán Uraság, lakosai katolikusok; határja középszerű."
1910-ben 796, túlnyomórészt horvát lakosa volt. 1920-ig Zala vármegye Perlaki járásához tartozott, majd a délszláv állam része lett. 1941 és 1945 között újra Magyarország része volt, majd visszakerült a jugoszláv államhoz. 1991 óta Horvátországhoz tartozik.

## Lakossága

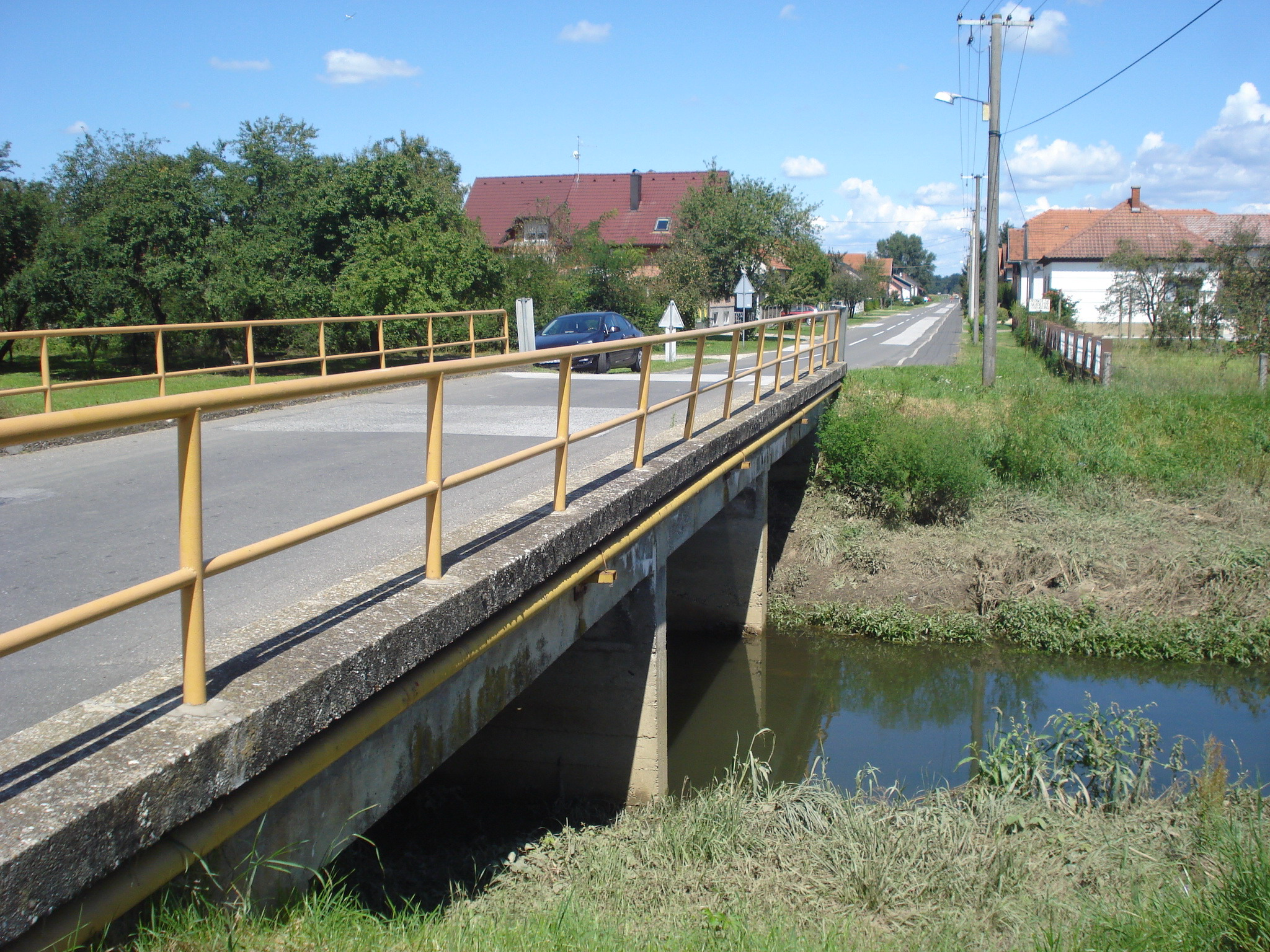
Híd a Trnava patakon

A 2001-ben tartott népszámlálás adatai szerint a község 5676 lakosának 91,5%-a horvát, 7,5%-a cigány nemzetiségű. A népszámláláskor ketten vallották magukat magyar nemzetiségűnek. Kisszabadka falunak külön 2156 lakosa volt.
A cigányság aránya Piskorovec faluban a legmagasabb (majdnem 100%).

## Nevezetességei
- A Kisboldogasszony tiszteletére szentelt plébániatemploma[5] 1334 előtt épült. 1737 és 1747 között barokk stílusban építették át. A templom háromhajós épület, félköríves szentéllyel és a nyugati homlokzat mentén álló harangtoronnyal. A 17. században falait megemelték, és új kórust is kapott. A templom belső tere barokk boltozatos, a középső hajót és a szentélyt pilaszterek és féloszlopok díszítik. A 20. század elején a templomot háromhajós templommá bővítették. A plébániaház 1769-ben épült egyszerű épület, téglalap alaprajzzal.
- A templom mellett klasszicista oszlopcsoport és az 1711-ben emelt ún. Imbra-oszlop áll.
- A plébániatemplom közelében áll az 1746-ban épített Szent Kereszt-templom. Kupoláját J. Brollo itáliai mester festette ki.